# Gasschutzmotor

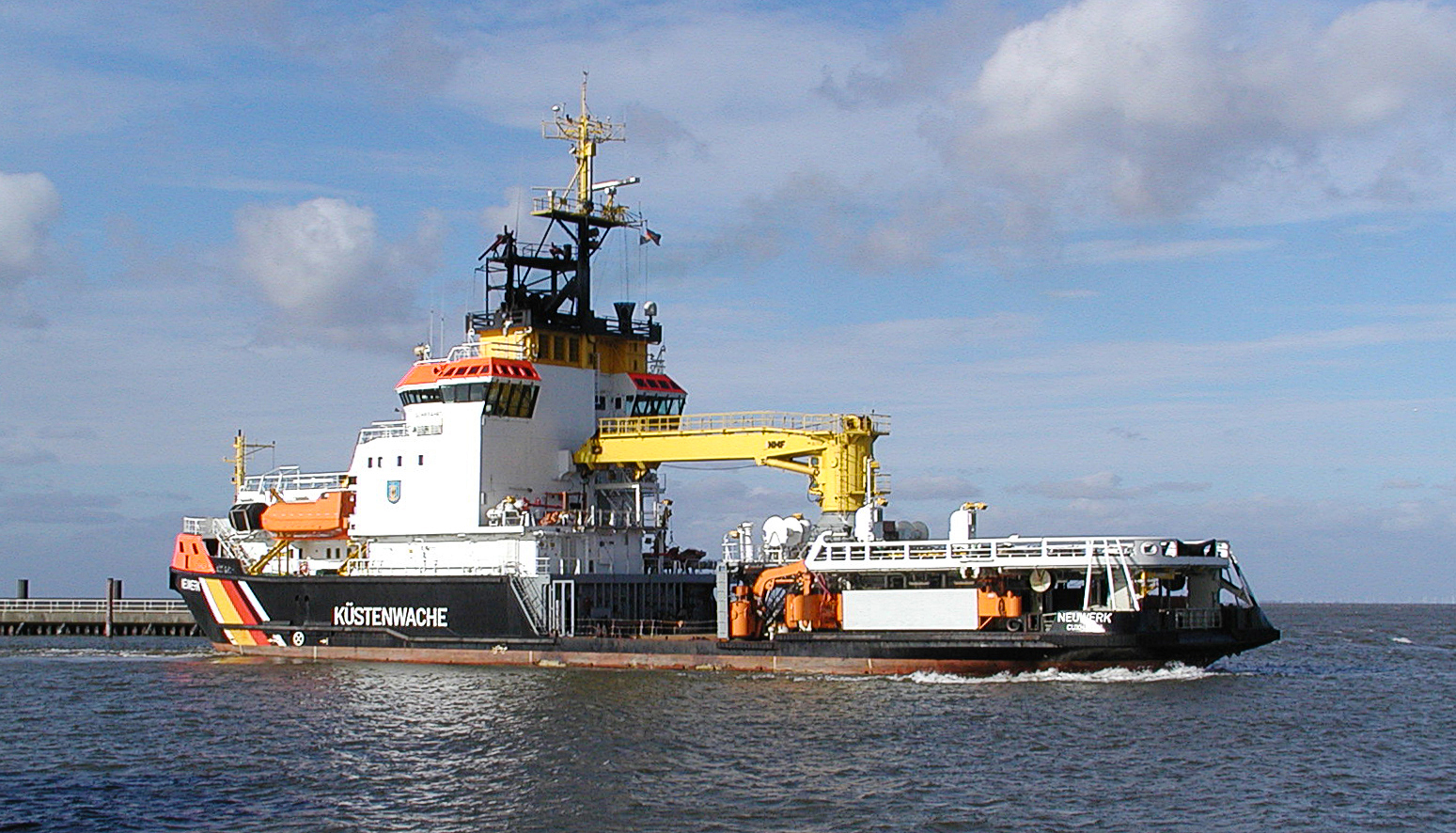
Das Mehrzweckschiff Neuwerk mit 110 t Pfahlzug ist mit Gasschutzmotoren ausgestattet

Gasschutzmotoren sind explosionsgeschützte Verbrennungsmotor-Antriebe für Schiffe, die in Anwesenheit explosiver oder entflammbarer Gase oder Dämpfe verkehren müssen. 
Gasschutzmotoren sind in der Lage, mit explosiven Gasen verunreinigte Luft anzusaugen und zu verbrennen. Je nach dem Grad der Gasverunreinigung erfolgt eine Leistungsreduzierung, z. Bsp. von rund 8.500 kW auf rund 4.000 kW (pro Motor) bei dem im Bau befindlichen Notschlepper Nordsee. Dazu sind die zwei Hauptmotoren dieses Schiffes mit den entsprechenden Schutzeinrichtungen (Sensorik, Flammensperre, Schnellschlussklappen) ausgestattet. Die Funktion wird auf einem entsprechend eingerichteten Prüfstand abgenommen.
Einsatzgebiet für Gasschutzmotoren sind insbesondere Schlepper, die von Unfällen betroffenen Tankern oder Gastankern zur Hilfe eilen müssen, da diese ein hohes Gefährdungspotential darstellen. Sind die Schiffe manövrierunfähig, sorgen die  Notschlepper für eine Schleppverbindung und verhindern weitere Schäden oder sogar Katastrophen durch Kollisionen oder Strandungen.
Beispiele für derartige Schiffe in Deutschland sind das Mehrzweckschiff Neuwerk oder der Notschlepper Nordic, der den bisherigen Notschlepper Oceanic in der Nordsee seit dem 1. Januar 2011 ersetzt.